# Clause d'éternité

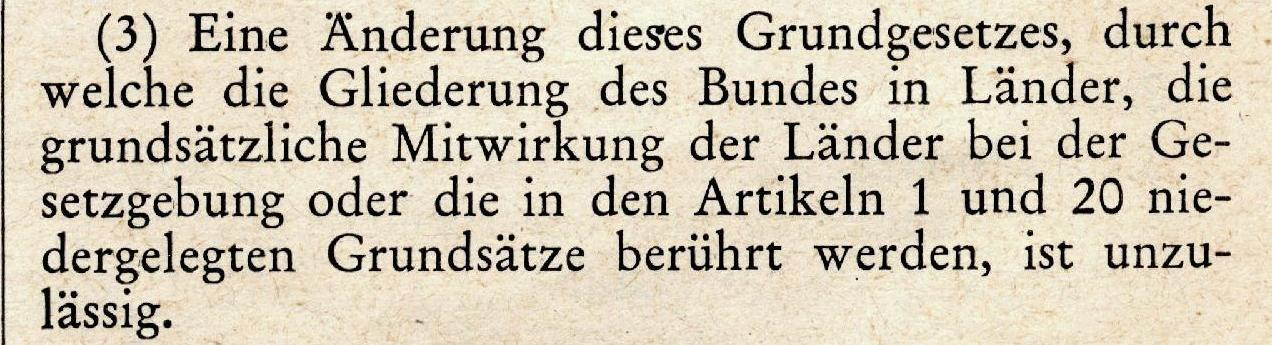
Artikel 79 (3) Grundgesetz

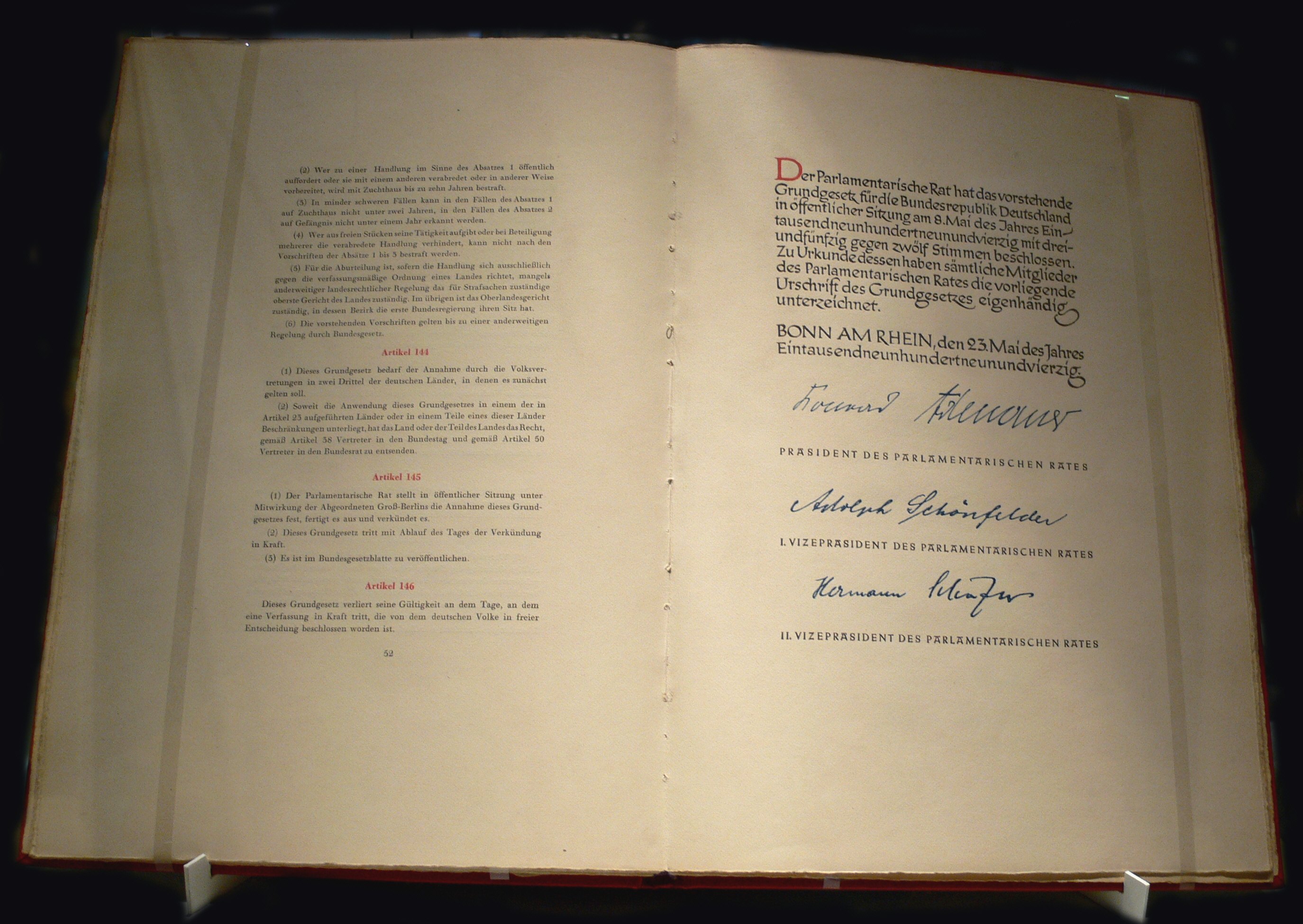
Loi fondamentale allemande

La clause d'éternité est une restriction détaillant à l'article 79 alinéa 3 de la Loi fondamentale allemande (GG) les objets soustraits indéfiniment aux possibilités de révision constitutionnelle. L'introduction de cette protection constitutionnelle a son origine dans les horreurs de la Seconde Guerre mondiale et ce qui a rendu légalement possible le nazisme.
Les droits fondamentaux des citoyens, les idées démocratiques fondamentales et la forme fédérale de l'Etat ne peuvent pas faire l'objet d'une révision constitutionnelle.
Ce mécanisme d'auto-défense s'inscrit dans le cadre plus général de la démocratie combative.

## Portée
Ne peuvent faire l'objet d'une révision constitutionnelle :
- la division du gouvernement fédéral en États
- la participation fondamentale des pays à la législation
- les principes énoncés aux articles 1er et 20
- la protection de la dignité humaine (art. 1 par. 1 GG),
- la reconnaissance des droits de l'homme comme base de chaque communauté humaine (art. 1 par. 2 GG),
- la liaison de l'autorité de l'État aux droits fondamentaux (art. 1 par. 3 GG),
- le principe fédéral (art. 20 Abs. 1 GG),
- la forme républicaine de l'Etat (art. 20 Abs. 1 GG),
- le principe de l'État-providence (art. 20 Abs. 1 GG),
- le principe de la démocratie (art. 20 Abs. 2 GG),
- le principe de souveraineté populaire (art. 20 Abs. 2 phrase 1 GG),
- la séparation des pouvoirs (art. 20 Abs. 2 phrase 2 GG),
- la consolidation de la législation à la constitution (art. 20 Abs. 3 h. 1 GG),
- la liaison de l'exécutif (pouvoir exécutif) et judiciaire (jurisprudence) à la constitution et à d'autres lois (art. 20 Abs. 3 h. 2 GG).

## Une protection contournable
Les articles 1 et 20 ont déjà pu être révisés par des modifications mineures.